# Gerhardt Preuschen
Gerhardt Preuschen (* 22. Januar 1908 in Darmstadt; † 22. März 2004 in Goslar) war ein deutscher Agrarwissenschaftler, der vor allem durch seine Arbeiten zur ökologischen Landwirtschaft und zum Weinbau bekannt geworden ist.

## Leben und Wirken
Gerhardt Preuschen war der Sohn des Theologen und Philologen Erwin Preuschen. Er studierte Landwirtschaft in Stuttgart-Hohenheim und Berlin sowie einige Semester Maschinenbau in Darmstadt und Stuttgart.
1932 schloss er sein Studium als Diplom-Landwirt ab und übernahm Beratungsaufgaben im Osten Deutschlands, unter anderem in Landsberg an der Warthe und in Eberswalde. 1935 wurde er mit der Arbeit Aufgaben der Landtechnik. Entwickelt aus ostdeutschen Betriebsverhältnissen an der Landwirtschaftlichen Hochschule Berlin promoviert.
Gerhardt Preuschen trat 1933 der SS bei, am 19. Juni 1937 beantragte er die Aufnahme in die NSDAP und wurde rückwirkend zum 1. Mai desselben Jahres aufgenommen (Mitgliedsnummer 5.318.725). 1940 gründete er das Institut für Landwirtschaftliche Arbeitswissenschaft der Kaiser-Wilhelm-Gesellschaft zur Förderung der Wissenschaften in Breslau, das 1945 nach Imbshausen verlegt und 1950 als Institut für Landarbeit und Landtechnik in die Max-Planck-Gesellschaft nach Bad Kreuznach übernommen wurde.
Gerhardt Preuschen wurde 1956 als außerplanmäßiger Professor an das Institut für Wirtschaftslehre des Landbaus der Landwirtschaftlichen Hochschule Hohenheim berufen. 1964 wurde er Mitglied der Gesellschaft für Geschichte des Weines, deren Vizepräsident er von 1969 bis 1988 war. Er initiierte die Herausgabe von Georg Schreibers Buch Deutsche Weingeschichte. Der Wein in Volksleben, Kult und Wirtschaft, das 1980 postum erschien.
Preuschen leitete das Max-Planck-Institut für Landarbeit und Landtechnik bis zu seiner Emeritierung 1976, dann wurde es geschlossen. Nach seiner Emeritierung arbeitete Gerhardt Preuschen vor allem wieder auf dem Gebiet der ökologischen Landwirtschaft. Er veröffentlichte mehrere Bücher und engagierte sich besonders in der Stiftung Ökologie & Landbau.
Gerhardt Preuschen war verheiratet mit Marie-Luise Preuschen geb. Schulz-Rosengarten.

## Schriften
- Aufgaben der Landtechnik. Entwickelt aus ostdeutschen Betriebsverhältnissen. Dissertation. Landwirtschaftliche Hochschule Berlin 1934. Beyer, Langensalza 1935.
- Der Einsatz der Maschine im landwirtschaftlichen Betrieb. Eine Anleitung für den Betriebsleiter und eine Anregung für den Landingenieur (= Verbesserte Arbeitsverfahren in der Landwirtschaft. Arbeiten aus der Versuchs- und Forschungsanstalt für Landarbeit. Heft 4). Pary, Berlin 1935.
- Maschineneinsatz heute und morgen (= Arbeitswirtschaft und Betriebsführung. Schriftenreihe der technischen Gutsberatung Eberswalde. Heft 1). Parey, Berlin 1940. 4. Auflage 1944.
- Arbeitssparende Stalldüngerwirtschaft (= Arbeitswirtschaft und Betriebsführung. Schriftenreihe der technischen Gutsberatung Eberswalde. Heft 2). Parey, Berlin 1940.
- Arbeitsersparnis durch zweckmäßige Gebäude. Parey, Berlin 1943.
- Der Wirtschaftsrahmen. Unter Mitarbeit von Hans Rheinwald und Walter Glasow. Verlag der Landwirtschaftskammer, Hannover 1946. 2. Auflage 1947.
- mit Friedrich Lampe: Der Arbeitsvoranschlag im landwirtschaftlichen Betrieb. Ermittlung von Arbeitsaufwand und Arbeitsbedarf. Landbuch, Hannover [1947].
- Allgemeine landwirtschaftliche Betriebslehre. Lutzeyer, Minden, Frankfurt am Main 1949.
- Leitfaden für die Wirtschaftsberatung in der Landwirtschaft. Lutzeyer, Bad Oeynhausen 1949.
- Landwirtschaftliche Betriebslehre. Lutzeyer, Frankfurt am Main 1950.
- mit Walter Robert Blum: Preis und Lohn in der deutschen Landwirtschaft. Studiengesellschaft für Landwirtschaftliche Arbeitswirtschaft, Bad Kreuznach [1950].
- Die Technik im landwirtschaftlichen Betrieb. Ulmer, Stuttgart 1951. 2. Auflage 1958.
- Bauernarbeit, die sich lohnt. Bayerischer Landwirtschaftsverlag, München 1952. 2. Auflage 1954. 3. Auflage 1957.
- Unser Max. Eine Erzählung aus dem Leben einer Bauernfamilie. Bayerischer Landwirtschaftsverlag, München 1954.
- mit Ludwig-Wilhelm Ries: Die Arbeit in der Landwirtschaft. 3. Auflage. Ulmer, Stuttgart 1956.
- Sinnvollerlebenglücklicher leben. Tagesarbeit und Lebensglück in der heutigen Welt. Stalling, Oldenburg 1958.
- Der bäuerliche Familienbetrieb. Ulmer, Stuttgart 1959.
- mit Heinrich Dupuis, Olaf Nord: Arbeitsverfahren und Maschinen für den Weinbau. Ulmer, Stuttgart 1959.
- Der Landmaschinenberater. Bayerischer Landwirtschaftsverlag, München, Bonn 1959.
- Selbst ist der Mann – Frauen nicht ausgenommen. Mann, Hildesheim 1961.
- Europa. Probleme, Aufgaben, Chancen. Krausskopf, Wiesbaden 1962.
- mit Josef Hesselbach: Landwirtschaftliche Betriebsorganisation in der EWG. Feld und Wald, Essen 1964.
- mit Sybille Treiber: Der Haushalt heute. Lebensform und Arbeitsweise im Haushalt auf dem Lande. Parey, Hamburg, Berlin 1965.
- Zweckmässig rationalisieren. Parey, Hamburg, Berlin 1968.
- Einführung in die Arbeitswissenschaft. Rombach, Freiburg i. Br. 1973, ISBN 3-7930-0982-3.
- Der ökologische Weinbau. Müller, Karlsruhe 1980, ISBN 3-7880-9643-8. 3. Auflage 1983, ISBN 3-7880-9692-6. 4. Auflage 1986, ISBN 3-7880-9711-6. 6. Auflage: Müller, Karlsruhe 1994, ISBN 3-7880-7473-6.
- mit Konrad Bernath: Die Kunst der Gründüngung. Stocker, Graz, Stuttgart 1983, ISBN 3-7020-0462-9.
- Der Landwirt als Bodenschützer. Stocker, Graz, Stuttgart 1985, ISBN 3-7020-0502-1.
- Mensch und Natur – Partner oder Gegner? Stocker, Graz, Stuttgart 1988, ISBN 3-7020-0547-1. 2. Auflage: SÖL, Bad Dürkheim 1991, ISBN 3-926104-36-8.
- Das neue Bodenbuch. Unter Mitarbeit von Ulrich Hampl und Andrea Mathy. Fischer, Frankfurt am Main 1988, ISBN 3-596-24062-X.
- Ackerbaulehre nach ökologischen Gesetzen. Müller, Karlsruhe 1991, ISBN 3-7880-9838-4. 2. Auflage 1994, ISBN 3-7880-9873-2.
- mit Nicola Osswald: Betriebslehre für den ökologischen Landbau. Müller, Karlsruhe 1993, ISBN 3-7880-7456-6.
- Kleine ökologische Weltgeschichte. Deukalion, Holm 1996, ISBN 3-926104-61-9.
- mit Konrad Bernath, Ulrich Hampl: Umstellung auf ökologischen Landbau. SÖL, Bad Dürkheim 1999, ISBN 3-926104-90-2.
- Leben ist Schöpfung. SÖL, Königslutter 1999, ISBN 3-934499-30-9.
- Lebenserinnerungen. Landwirtschaft im 20. Jahrhundert. Autobiografie. Videel, Niebüll 2002, ISBN 3-89906-338-4.